# Puits-et-Nuisement
Puits-et-Nuisement település Franciaországban, Aube megyében. Lakosainak száma 201 fő (2022. január 1.). Puits-et-Nuisement Beurey, Longpré-le-Sec, Magny-Fouchard, Montmartin-le-Haut és Vendeuvre-sur-Barse községekkel határos.

## Népesség
A település népessége az elmúlt években az alábbi módon változott:
| Lakosok száma | 209  | 210  | 204  | 203  | 207  | 210  | 214  | 216  | 211  | 201  |
|               | 1968 | 1982 | 1990 | 2006 | 2013 | 2015 | 2017 | 2019 | 2020 | 2022 |